# アン＝マリー・ブレイディ
アン＝マリー・ブレイディ（英: Anne-Marie Brady1966年-）は、ニュージーランドの政治学者で、カンタベリー大学で中国政治ならびに極地圏における政治を専門とする教授である。北京語が堪能。

## アカデミックキャリア
アン＝マリー・ブレイディは、2000年にオーストラリア国立大学で博士号を取得。博士論文として「外国を中国に仕えさせる - 中華人民共和国の外国人管理（Making the foreign serve China: managing foreigners in the People's Republic of China）」を発表した。2001年、ブレイディはカンタベリー大学に移り、教授になる。テイラーアンドフランシス発行の「The Polar Journal」編集長であり、ワシントンDCのシンクタンクであるウッドロー・ウィルソン・センターのフェロー（研究員）でもあり、英国のノッティンガム大学の中国政策研究所の上級研究員、アジア太平洋安全保障協力会議のメンバーでもある。

### ニュージーランドにおける中国の影響について
2017年9月、彼女は「 マジック・ウェポン（Magic Weapons「法宝」）： 習近平政権の下での中国による政治的影響（を与えようとする）活動（Magic Weapons:China's political influence activities under Xi Jinping）」というカンファレンス論文を発表し、中国が国際的意見形成に対し、どのように影響を及ぼそうとしているのか、ニュージーランドでの事例を元に説明した。この論文では、中国政府がニュージーランドにおける中国の政治的および経済的な利益を促進するための「統一戦線」戦略の一環として、現地の中国移民コミュニティの組織および中国の民族的メディアと協力していると主張した。ニュージーランドにおける中国のソフトパワーの影響は、ビジネスや政治家との関係を育成するために中国系移民の組織や地元メディア、さらには国の二大政党である国立党と労働党にまで及んでいるという。
2017年の終盤、脅迫キャンペーンの対象になる事件が発生。大学のオフィスや自宅など、関連施設にたいし押し入り荒らされた。2018年9月現在調査が開始され、インターポールも関与、しかし2019年2月中旬には、強盗やその他の事件に関する警察の捜査は未解決のままであると報じられた。
これに対し、2018年12月、303人の学者、シンクタンクの研究員、ジャーナリスト、人権活動家、政治家がチェコの学術ウェブサイト「Sinopsis」に公開された公開書簡に署名し、ブレイディに対する嫌がらせキャンペーンを非難し、ニュージーランド政府に対し、彼女が研究を続けられるよう、保護を要請した。
2019年3月8日、ブレイディ博士はニュージーランド議会の委員会に対し、ニュージーランドの選挙における外国の影響を調査した証拠を提出することを妨害したと報じられた。議長のレイモンド・フォ（霍建强、Huo Jianqiang）を含む委員会の4人の労働党議員は、彼女の証言が期限を過ぎたという「手続き上の理由」で博士を除外することを決定した。レイモンド・フォはブレイディの「マジック・ウェポン」論文の中で親中国のインフルエンサーとして名指しされていた。この妨害行動は選挙改革スポークスマンニック・スミス (政治家)を含む野党国民党によって批判された。メディアの報道と国民党からの批判を受け、労働党は、フー氏が以前の決定を覆し、ブレイディ博士が委員会において証言できるよう期限を延長したと発表した。

## 代表的な著作
- (2003). Making the foreign serve China: managing foreigners in the People's Republic. Rowman & Littlefield
- Brady, Anne-Marie (2006). “Guiding hand: The role of the CCP Central Propaganda Department in the current era”. Westminster Papers in Communication and Culture 3 (1):  58–77. doi:10.16997/wpcc.15.
- (2009). Marketing dictatorship: propaganda and thought work in contemporary China. Rowman & Littlefield
- Brady, Anne-Marie (2009). “The Beijing Olympics as a campaign of mass distraction”. The China Quarterly 197:  1–24. doi:10.1017/S0305741009000058.
- Brady, Anne-Marie (2009). “Mass persuasion as a means of legitimation and China's popular authoritarianism”. American Behavioral Scientist 53 (3):  434–457. doi:10.1177/0002764209338802.
- Brady, Anne-Marie (2018). “New Zealand and the CCP's 'magic weapons'”. Journal of Democracy 29 (2):  68–75. doi:10.1353/jod.2018.0026.